# Chlmecká skalka
Chlmecká skalka je přírodní rezervace v oblasti Východní Karpaty.
Nachází se v katastrálním území obcí Chlmec a Oreské v okrese Humenné a okrese Michalovce v Prešovském kraji a Košickém kraji. Území bylo vyhlášeno v roce 1988 na rozloze 1,1008 ha. Ochranné pásmo nebylo stanoveno.